# Владимир Шумелов
Владимир Стефанов Шумелов е български писател и литературен критик.

## Биография
Роден е на 20 октомври 1958 г. в Перник. Завършва специалността „Българска филология“ във Великотърновския университет „Св. св. Кирил и Методий“ през 1982 г.
Живее и работи във Велико Търново. В началото на 90-те години на XX в. е асистент по Обща лингвистика във ВТУ „Св. св. Кирил и Методий“, редактор в издателства. От 2013 г. работи като гл. експерт и координатор в Дирекция „Култура, туризъм и международни дейности“ на Община Велико Търново.
Един от основателите и председател на Сдружение на литературни дейци „Света гора“ във В. Търново от 1996 г., член на националното Сдружение на български писатели от 1999 г. От 2009 г. е в Управителния съвет на Национално общество за литература и изкуства „Формула 6“ и съучредител и член на Контролния съвет на Клуб на дейците на културата във Велико Търново от 2016 г.
В периода след 1990 г. има над 450 публикации: белетристика, публицистика, есета, преводи, статии, рецензии, отзиви в научни издания за хуманитаристика и сборници; редактор на книги от различни жанрове, автор на предговори към тях; редактор на юбилейни вестници във В. Търново („Гайда“, „Земята на българите“, „Велико Търново“, „Независимост“), автор и редактор на статии за енциклопедии. Публикува многобройни критически статии и белетристични текстове в специализирани литературни сайтове в интернет.
Гл. редактор и редактор в различни културни издания: в. „Артфорум“ – В. Търново (1997 – 2002), алманах за литература, наука и изкуство „Света гора“ – В. Търново (от 1997 г.), в. „Литературен бюлетин“ – В. Търново (2013, 2014) и др. Гост-редактор на специален български брой на френското списание за новелистика „Брев“.
Негови текстове са публикувани на френски, английски, сръбски и македонски език.

## Награди
- 1995 – Голяма награда за дебютна прозаична книга „Южна пролет“ (Хасково) за сборника „Двойно“ (1994, „Елпис“, В. Търново);
- 1995 – награда „Дебюти“ на фондация „Славяни“ за сборника „Двойно“ (1994, „Елпис“, В. Търново);
- 1998 – национална награда „Интелект“ (В. Търново) за сборника „Между Бекет и Аз“ (1998, „ПАН-ВТ“, В. Търново);
- 1999 – национална награда „Светлоструй“ (с. Щръклево, Русенска област) в раздел „Проза“ за сборника „Между Бекет и Аз“ (1998, „ПАН-ВТ“, В. Търново);
- 2012 – Втора награда в конкурса за къса проза на електронните списания „Liternet“ и „eRunsMagazine“ за разказа „Майната ви“[5];
- 2013 – Втора награда в националния конкурс „Разказ на младежка тема“ на Община Варна за разказа „Пътеката“;
- 2014 – Първа награда за проза в националния конкурс „Дървото на живота", посветен на Станка Пенчева (Стралджа) за разказа „Пърформанс на пчелата в полет, ден преди…“;[6]
- 2015 – Втора награда в конкурса „Любовта в края на кабела“ на Фондация „Буквите“ за разказа „Разговорът“; [7]
- 2015 – Втора награда за разказ в Третия национален конкурс на сайта за литература „e-Lit.info“ и Община Троян „Любовен човек“ за разказа „Любов, отново“ [8]
- 2016 – Голямата награда за разказ във Втория национален литературен конкурс „Атанас Липчев“ – Варна
- 2016 – Първа награда в раздел „Проза“ за разказа „Деветият кръг“ и есето „Краят“ в литературен конкурс „Дървото на живота“ – Стралджа 2016
- 2017 – Втора награда в конкурса за къса проза на електронните списания „Liternet“ и „eRunsMagazine“ за разказа „Фотографията“;
- 2017 – Трета награда в Международния литературен конкурс на Салон за българска култура и духовност, Чикаго, САЩ – за разказа „Тъндъртийф“.